# Гутман, Итан
И́тан Гу́тман (англ. Ethan Gutmann; род. 1958, Дильсдорф, Швейцария) — американский писатель и правозащитник, «наблюдающий за Китаем». Бывший сотрудник Фонда защиты демократий. Автор двух книг и ряда статей о Китае в неоконсервативном журнале The Weekly Standard. 
Является сторонником версии о том, что в Китае у последователей Фалуньгун производились незаконные извлечения органов. Автор отчёта (совместно с Дэвидом Килгуром и Дэвидом Мэйтасом) «Кровавый урожай/бойня: дополнение» («Отчёт Килгура — Мэйтаса — Гутмана»), представляющего собой расширенную редакцию серии «отчётов Килгура — Мэйтаса», написанных в поддержку этой версии. Совместно с ними является учредителем Международной коалиции за прекращение насильственного изъятия органов в Китае (англ. The International Coalition to End Organ Pillaging in China).

## Писательская деятельность
В 2004 году выпустил книгу «Теряя новый Китай: история американской торговли, желаний и предательства», которая в 2005 году получила премию неправительственной организации Visual Artists Guild «Дух Тяньаньмэнь» (англ. Spirit of Tiananmen) и была указана в качестве одной из «Книг года» газеты The New York Sun.
Американский журналист Джей Нортлингер в статье в National Review высказал мнение, что эта книга Гутмана «о грязных отношениях между американским деловым сообществом и Коммунистической партией Китая. Наши предприниматели приспосабливаются к Коммунистической партии и закрывают глаза на преследование. Иногда они даже содействуют преследованию, такие как Cisco и другие технологические компании, которые разработали специальные способы мониторинга и ареста практикующих Фалуньгун» .
Американский журналист Джон Маркофф в статье в New York Times писал, что доказательства деятельности Cisco в Китае стали достоянием общественности в книге Гутмана.

## Проверка утверждений об извлечении органов у последователей Фалуньгун
17 марта 2006 года женщина под псевдонимом Энн в интервью газете «The Epoch Times», аффилированному с Фалуньгун изданию, рассказала, что её бывший муж в 2003—2005 годы практиковал извлечения роговицы глаза у членов Фалуньгун в Центре провинции Ляонин по лечению тромбозов совместными методами китайской и западной медицины («Суцзятуньская тромбозная больница») города Шэньян провинции Ляонин. Кроме того, она рассказала, что другие врачи больницы занимались убийством членов Фалуньгун с целью извлечения у них органов, а затем кремировали тела. Спустя месяц после освещения в прессе, независимые наблюдатели, включая представителей Государственного департамента США, заявили, что для доказательства утверждений нет достаточных улик. Вскоре после этого, в мае 2006 года, Всемирная организация по расследованию преследований Фалуньгун (WOIPFG) обратилась с просьбой к бывшему депутату Палаты общин Парламента Канады Дэвиду Килгуру и старшему юрисконсульту Бней-Брит Канады адвокату Дэвиду Мэйтасу с просьбой провести расследование, на что те дали своё согласие. В отчёте Килгур и Мэйтас заявили, что «источники 41 500 трансплантатов за шестилетний период с 2000 по 2005 годы необъяснимы», и «мы считаем, что там продолжается по сей день крупное насильственное изъятие органов у последователей Фалуньгун».
В свою очередь Гутман опросил более 100 свидетелей, в том числе оставшихся в живых последователей Фалуньгун, врачей, полицейских и администраторов лагерей. По его оценкам 65000 последователей Фалуньгун были убиты ради их органов с 2000 по 2008 годы, и что от 450 000 до 1 миллиона последователей Фалуньгун были арестованы в тот или иной конкретный период времени.
Он участвовал в “Передаче 6-10” (2009), “Красное правление: Кровавая жатва заключенных Китая (2013)” и дал интервью в фильме «Свободный Китай: Мужество верить».
В 2010 году Гутман выступал с докладом на тему «Изъятие органов верующих и политических диссидентов Коммунистической партией Китая» (англ. Organ Harvesting of Religious and Political Dissidents by the Chinese Communist Party) в Комиссии Конгресса и органов исполнительной власти США по Китаю , в 2012 году в Комитете по иностранным делам Палаты представителей США. Также, согласно Toronto Star, он выступал в Европейском парламенте и ООН.
В 2012 году в сборнике State Organs: Transplant Abuse in China была опубликована совместная статья Дэвида Мэйтаса и Этана Гутмана «Государственные органы: нарушение трансплантации в Китае».
В октябре 2014 года в интервью The Toronto Star Гутман не стал ограничивать временные рамки только с 2000 по 2008 годы и заявил, что «число жертв приближается к 100 000».
В августе 2014 года написал книгу The Slaughter: Mass Killings, Organ Harvesting, and China's Secret Solution to Its Dissident Problem о трансплантационной индустрии Китая и её связи с лагерями для интернированных и местами массовых расстрелов арестованных диссидентов, в основном приверженцев Фалуньгун. По словам Гутмана эта новая книга, материалы для которой собирались семь лет, состоит из показаний высокопоставленных сотрудников полиции, бывших узников совести и китайских врачей, которые убивали заключённых на операционном столе. Гутман утверждает, что  представил своё исследование репрессий приверженцев Фалуньгун, тибетцев, уйгуров и прихожан домашних христианских церквей, показывая несгибаемую стойкость их сопротивления, приводя случаи неимоверных страданий и предательств. Джей Нордлингер, старший редактор National Review, назвал его книгу «подобной атомной бомбе».
В 2016 году совместно с Килгуром и Мэйтасом выпустил обновлённый отчёт под названием «Кровавый урожай/бойня: дополнение» (Отчёт Килгура — Мэйтаса — Гутмана).

## Критика
Во время выборов мэра города Тайбэя в 2014 году произошёл спор по поводу книги Гутмана «Резня: массовые убийства, извлечение органов и секретное решение Китая проблемы своих диссидентов», опубликованной в августе 2014 года, в которой упоминается врач Больницы Национального университета Тайваня и профессора Медицинского колледжа Национального университета Тайваня Кэ Вэньчжэ, выставлявший свою кандидатуру. Гутман заявил, что он не говорил, что Ко был вовлечён в торговлю органами и что его, возможно, неправильно истолковали . 27 ноября Гутман опубликовал юридический ответ с адвокатом Клайв Ансли, заявив, что «ни один говорящий по-английски читатель на сегодняшний день не заподозрил, даже незначительно, что доктор Ко действовал в качестве брокера органов», и «господин Гутман считает, и мы считаем, что его книга демонстрирует, что доктор Ко поступил благородно».
29 ноября Ко выиграл выборы. Полное объяснение, в том числе фактическая электронная переписка, где Ко подписал историю для публикации, было представлено Гутманом в декабре .

## Публикации
Книги
- Losing the New China: A Story of American Commerce, Desire, and Betrayal (2004), ISBN 978-1893554832
- The Slaughter: Mass Killings, Organ Harvesting and China's Secret Solution to Its Dissident Problem (2014), ISBN 978-1616149406

Статьи
- China's Gruesome Organ Harvest: The whole world isn't watching. Why not?, The Weekly Standard, 24 November 2008
- "An Occurrence on Fuyou Street", National Review, 20 July 2009
- "The China Conundrum", The Jewish Policy Center, inFocus, Winter 2010
- [web.archive.org/web/20161224055812/www.worldaffairsjournal.org/article/hacker-nation-chinas-cyber-assault "Hacker Nation: China's Cyber Assault"], World Affairs Journal[англ.], May/June 2010
- "Into Thin Airwaves", The Weekly Standard, 6 December 2010
- "The Xinjiang Procedure", The Weekly Standard, 5 December 2011
- [web.archive.org/web/20150323020421/www.worldaffairsjournal.org/article/bitter-harvest-china%E2%80%99s-%E2%80%98organ-donation%E2%80%99-nightmare "Bitter Harvest: China's 'Organ Donation' Nightmare"], World Affairs Journal, July/August 2012
- "The China Conundrum" // The Jewish Policy Center, inFocus, Winter 2010
- "How many harvested?" revisited // eastofethan.com, 10.03. 2011